# 中國日報 (南京)
中国日报，为中華民国大陆时期的报纸。1931年12月，康泽接蒋介石手令，到浙江兴业银行领取开办费3000元，接收《建业日报》，筹办《中国日报》。1932年1月20日，《中国日报》创刊，康泽兼社长，社址位于南京市明瓦廊。复兴社创建后，转为其机关报。1936年12月27日被蒋介石下令停办。
1944年9月1日在屯溪复刊，中国抗日战争胜利后迁回南京，1948年因经营不善一度停刊，1949年7月因经费困难宣告停刊。